# Robert Cantarella
Pour les articles homonymes, voir Cantarella.
Robert Cantarella est un comédien, metteur en scène et réalisateur français né le 29 novembre 1957 à Marseille.

## Biographie

### Jeunesse et formation
Robert Cantarella se forme aux Beaux-Arts dans sa ville natale puis se rend à Paris pour suivre les cours d’Antoine Vitez à l’école du Théâtre national de Chaillot.

### Carrière

#### Metteur en scène et directeur
En 1983, avec Grégoire Ingold, il crée un lieu alternatif à Paris, le Théâtre du Quai de la Gare.
En 1987, c'est la création d'Inventaires de Philippe Minyana, pièce qui connaît un succès immédiat et marque le début d'un compagnonnage avec l’auteur, dont il monte successivement Les Petits Aquariums (1989), Les Guerriers (1991), Drames Brefs 1 (1996), Anne-Laure et les fantômes (1999), puis Pièces (2001). Ensemble, ils cosignent la mise en scène du Sang chaud de la terre de Christophe Huysman (1992).
Il développe un travail autour de l'oreillette dans des performances comme Faire le Gilles.
De 2000 à 2006, il dirige le centre dramatique national du Théâtre Dijon-Bourgogne, puis de 2006 à 2010, le Cent Quatre avec Frédéric Fisbach.
En 2015, il inaugure une série théâtrale en 5 épisodes autour de la figure de Faust qu’il coécrit avec cinq auteurs. La saison 2 de Notre Faust est créée au théâtre Nanterre Amandiers en 2017. 

#### Écrits et écrits théoriques
Robert Cantarella est à l’origine d’ouvrages et d'articles sur le théâtre. Il écrit et édite avec Jean-Pierre Han un manifeste Pour une formation à la mise en scène (Ed. Entre/vues, 1997).
En 1999, toujours avec Jean-Pierre Han, il lance la revue Frictions ; en 2002, la revue Spectres (édition /TDB/Pôle National Ressources) et avec le groupe Sans cible et le théâtre de la Colline, L'Assemblée théâtrale et La Représentation puis en 2006 Ce sont des humains qu’il nous faut aux éditions Théâtrales et en 2009 la CENTQUATREVUE aux éditions Lignes.
En 2004 il publie son premier roman : Le Chalet, aux éditions Léo Scheer.

#### Réalisateur
Robert Cantarella réalise un film documentaire produit par France 3 Carrosserie en 2004, La Route, séquence de la pièce Ça va de Philippe Minyana en 2006 et Chantiers en 2009 édité en DVD aux Éditions Montparnasse.
En 2016, il réalise son premier moyen métrage Fais-moi plaisir puis Loin du Léman en 2020 avec Florence Giorgetti et Nicolas Maury.

#### Transmission et enseignement
Depuis 1993, Robert Cantarella exerce également une activité régulière de formation, dans des lieux divers comme l'École régionale d'acteurs de Cannes, l'École Ernst Busch à Berlin, l'École nationale supérieure d'art dramatique de Montpellier, l'École nationale du Maroc à Rabat, l'Institut supérieur des arts dramatiques et de l'animation culturelle, le California Institute of the Arts (CalArts) à Los Angeles, La FEMIS.
Il est aujourd’hui responsable du Master mise en scène de La Manufacture de Lausanne.

### Vie privée
En 1984, il épouse la comédienne Florence Giorgetti (1943-2019).
En 2021, il épouse Constance de Corbière, à Rome.

## Théâtre

### Comédien
- 1981 : Oh ! Scapin L'Impromptu de Marseille de Marcel Maréchal et Les Fourberies de Scapin de Molière, mise en scène Marcel Maréchal, Théâtre de la Criée
- 1981 : Une ville d'or d'après Noé de Jean Giono, mise en scène Jean-Pierre Raffaëli, Théâtre de la Criée
- 1983 : Ariakos de Philippe Minyana, mise en scène Jean-Christian Grinevald, Christian Schiaretti, Théâtre du Quai de la Gare
- 1985 : Baal de Bertolt Brecht, mise en scène Robert Cantarella, Théâtre du Quai de la Gare
- 1989 : Les Petits Aquariums de Philippe Minyana, mise en scène Robert Cantarella, Théâtre national de la Colline
- 1999 : Grand et petit de Botho Strauss, mise en scène Robert Cantarella, Théâtre Gérard Philipe
- 2012 : Hippolyte de Robert Garnier, mise en scène Robert Cantarella, Forum de Blanc Mesnil, Scène nationale Évreux-Louviers

### Metteur en scène
- 1980 : Peinture sur bois d’Ingmar Bergman, Marseille
- 1981 : Les Cenci d’Antonin Artaud, Marseille
- 1985 : Baal de Bertolt Brecht, Théâtre du Quai de la Gare
- 1985 : Colette et Paco vont en paquebot de Philippe Minyana, Festival d’Avignon
- 1987 : Inventaires de Philippe Minyana, Théâtre La Criée, tournée dans plus de 50 villes en France et à l’étranger
- 1988 : Où vas tu Jérémie ? de Philippe Minyana
- 1989 : Les Petits Aquariums de Philippe Minyana, Théâtre national de la Colline
- 1989 : La mer est trop loin de Jean-Gabriel Nordmann, Théâtre 13
- 1989 : Divertissements touristiques de Noëlle Renaude
- 1990 : Le Voyage d’Henry Bernstein, Théâtre 13
- 1990 : Monstre va ! de Ludovic Janvier
- 1991 : Les Guerriers de Philippe Minyana
- 1992 : Le Sang chaud de la terre de Christophe Huysman, mis en scène avec Philippe Minyana
- 1992 : Le Siège de Numance de Cervantès, Festival d’Avignon
- 1992 : Sourire des mondes souterrains de Lars Norén, Théâtre national de la Colline
- 1992 : Don Juan de Molière, Lodz Pologne
- 1993 : Terres promises de Roland Fichet
- 1993 : Le Prunus de Noëlle Renaude
- 1993 : Récits de Naissance : L'Homme nu, Naître renaître de Roland Fichet, Murder de Philippe Minyana, Lettre d'Alcibiade à sa psychanalyste de Michel Azama, Naissance de Sylvie Chenus, Récit de ma naissance de Jean-Marie Piemme, Troyes de Marlene Streeruwitz, Festival d’Avignon
- 1993 : Le Renard du Nord de Noëlle Renaude, Théâtre Ouvert
- 1994 : J'étais dans ma maison et j'attendais que la pluie vienne de Jean-Luc Lagarce, mise en espace, Théâtre Ouvert
- 1994 : Kalantiaw de René Villanueva, Manille Philippines
- 1995 : Sa maison d’été de Jane Bowles, Théâtre national de la Colline
- 1995 : Drames Brefs 1 de Philippe Minyana, Théâtre Daniel Sorano Toulouse
- 1996 : Domaine Public un spectacle sur la mémoire du théâtre crée avec Christiane Cohendy et Daniel Jeanneteau pour les 50 ans du Festival d'Avignon
- 1996 : Oncle Vania d'Anton Tchekhov et Pièces futuristes Russes, textes de Vvedenski et Zdanevitch
- 1997 : Enkidu de Youssef Fadel, Rabat Maroc
- 1998 : Samedi dimanche et lundi d'Eduardo De Filippo, Théâtre du Gymnase, Théâtre de Nice
- 1998 : Not to be or to be d’après Hamlet de William Shakespeare (jeune public)
- 1998 : Hamlet de William Shakespeare, Théâtre de Gennevilliers
- 1998 : Quand l’écho nous parvient, on y répond d'Alexandre Soukhovo-Kobyline
- 1999 : Anne-Laure et les fantômes de Philippe Minyana, Théâtre Gérard Philipe
- 1999 : Fiction d'hiver de Noëlle Renaude
- 1999 : Grand et petit de Botho Strauss, Théâtre Gérard Philipe
- 2000 : Du matin à minuit de Georg Kaiser, La Coursive La Rochelle, Théâtre national de la Colline
- 2001 : Les Apparences sont trompeuses de Thomas Bernhard
- 2001 : Pièces de Philippe Minyana, Théâtre Ouvert, Nouveau Théâtre de Besançon
- 2002 : Les Travaux et les jours de Michel Vinaver, Théâtre Dijon-Bourgogne puis en 2003 au Théâtre de l’Est parisien
- 2002 : Le Mariage, l'affaire et la mort d'Alexandre Soukhovo-Kobyline, Théâtre Dijon-Bourgogne
- 2003 : Ubu roi d'Alfred Jarry, Hans Otto Theater Potsdam avec les comédiens du Théâtre
- 2003 : Algérie 54-62 de Jean Magnan, Théâtre Dijon-Bourgogne, Théâtre national de la Colline
- 2003 : Dynamo d’Eugene O’Neill, Théâtre Dijon-Bourgogne, Théâtre national de la Colline
- 2004 : Werther opéra de Jules Massenet, Opéra de Dijon, Opéra de Massy
- 2004 : Le Chemin de Damas d’August Strindberg, Théâtre Dijon-Bourgogne, Théâtre national de la Colline, Théâtre national de Strasbourg
- 2005 : La Jalousie du barbouillé de Molière et Fictions d’hiver de Noëlle Renaude
- 2005 : September 11, 2001 de Michel Vinaver, Red Cat de Los Angeles puis en 2006 au Théâtre Dijon-Bourgogne, Théâtre des Treize Vents, Théâtre national de la Colline
- 2005 : Hippolyte de Robert Garnier, Théâtre Dijon-Bourgogne
- 2006 : La Maison des morts de Philippe Minyana, Comédie-Française Théâtre du Vieux-Colombier
- 2006 : Ça va de Philippe Minyana, Théâtre Dijon-Bourgogne
- 2006 : Sainte Jeanne des abattoirs de Bertolt Brecht, Théâtre Dijon-Bourgogne
- 2007 : Hippolyte de Robert Garnier, Festival d’Avignon reprise en 2008 au Festival d’Almada Portugal
- 2009 : Le Récit de la servante Zerline d’Hermann Broch, Festival d’Almada Portugal
- 2012 : La Petite Maison de Noëlle Renaude, Scène nationale Évreux-Louviers
- 2012  : Un jeune se tue de Christophe Honoré au Festival d'Avignon et en avant-première à la Comédie de Saint-Étienne captation : https://vimeo.com/52145811
- 2012  : Inventaires de Philippe Minyana, reprise de la pièce plus de 25 ans après les mêmes comédiennes
- 2013  : La Station Champbaudet d'Eugène Labiche, Tournée en Région Haute Normandie
- 2013  : Notre Faust - Pilote de S. Bouquet, L. Giraudon et R. Cantarella à la Ménagerie de Verre avec Nicolas Maury, captation https://vimeo.com/68048761
- 2014  : Anna et Martha de Dea Loher, avec Catherine Hiegel, Catherine Ferran, Nicolas Maury, à Montluçon, Evreux, Nice et Malakoff https://vimeo.com/132133116
- 2014 et 2016: Notre Faust - saison 1 de Robert Cantarella, Stéphane Bouquet, Nicolas Doutey, Liliane Giraudon, Noëlle Renaude à Théâtre Ouvert- Paris - CDDB de Lorient et à la Comédie de Clermont-Ferrand
- 2015 : Violentes Femmes de Christophe Honoré avec Florence Giorgetti, Nicolas Maury, Théâtre Nanterre Amandiers. captation https://vimeo.com/127175607
- 2016 : La Réplique avec Nicolas Maury à La ménagerie de verre à Paris
- 2016 : Steve Jobs, le corps aboli d'Alban Lefranc à Théâtre Ouvert
- 2017 : Notre Faust - saison 2 à Nanterre Amandiers
- 2018 : L'homme sans qualité d'après Robert Musil à Lausanne et Genève
- 2019 : Ida ou le délire Hélène Bessette à Clermont Ferrand et "Moi-même, je me suis déçu" entretien de Paul Léautaud et Robert Mallet
- 2020 : Steve Jobs texte d'Alban Lefranc avec Nicolas Maury
- 2021 : Hugo Théâtre complet au Printemps des comédiens
- 2022 : Radio M de S. Bouquet au Printemps des comédiens
- 2022 : Molière Park, Domaine d'O
- 2023 : Un prince de Hombourg de S. Bouquet, Espace Malraux

## Performances
- 2005/2009 : Aura compris, textes et interventions autour de la mémoire (Dijon, Festival d’Avignon, Actoral Paris et Marseille)
- 2008/2009 : Deleuze à haute voix, reprise de cours de Gilles Deleuze
- 2008 : On n’est pas là pour disparaître de et avec Olivia Rosenthal, Festival d’Avignon, Actoral et Rencontres de Manosque
- 2009/2010 : Classiques par temps de crises, reprises de mises en scène célèbres
- 2010 : Vitez par la voix, reprise des mises en scène d'Antoine Vitez : Electre, Catherine et la Célestine
- 2010 : La Poétesse de et avec Liliane Giraudon, Centre Pompidou, Act'Oral à Montevideo (Marseille), Festival Ritournelle à Bordeaux
- 2011/2013 : Le Musée Vivant, création au Centre Pompidou Metz et reprises à ActOral Marseille, Saint Etienne, Evreux, Fontainebleau, Marseille 2013
- 2011/2013 : Faire le Gilles, copie du séminaire de Gilles Deleuze sur cinéma/image-mouvement à la Ménagerie de verre et en juillet 2012 au Festival d'Avignon
- 2013/2015 : Faire le Gilles, copie des séminaires de Gilles Deleuze sur cinéma/une classification des signes et du temps à la Cinémathèque française, Princeton, Rabat, Casablanca, Bruxelles, Strasbourg et CND à Pantin
- 2019 et 2020 : "Moi-même, je me suis déçu" entretien de Paul Léautaud et Robert Mallet

## Filmographie

### Acteur
- 1983 : Deux amies d'enfance : Daniel
- 1983 : La Crime de Philippe Labro : Un homme de la Crime
- 1983 : La vie est un roman d'Alain Resnais
- 1983 : Le devine-vent de Régis Forissier
- 1984 : Les parents ne sont pas simples cette année ! de Marcel Jullian
- 1986 : Synthétique opérette de Olivier Esmein
- 1986 : Demain l'amour d'Emmanuel Fonlladosa : Alain Seyran
- 1986 : Cinéma 16 - Jours de sable de Youri : Le vendeur
- 1987 : Papillon du vertige de Jean-Yves Carrée : Bobby
- 1987 : Hôtel de police : Les coursiers d'Emmanuel Fonlladosa
- 1987 : La rumba de Roger Hanin : Cesare
- 2002 : 17 fois Cécile Cassard de Christophe Honoré : L'homme du cimetière
- 2013 : Le voile brûlé de Viviane Candas : Le maître de théâtre
- 2014 : 6 Couteaux de Michael Raeburn : Katiff
- 2016 : Les Malheurs de Sophie de Christophe Honoré : Monsieur de Réan
- 2019 : Chanson douce de Lucie Borleteau : Le père de Paul
- 2020 : Garçon chiffon de Nicolas Maury : L'éleveur
- 2021 : Et de l'herbe, et des fleurs, et de l'eau de Joseph Minster et Clément Schneider : Le maire
- 2022 : Saint Omer d'Alice Diop : l'avocat général
- 2023 : Flo de Géraldine Danon : Médecin Garches

### Réalisateur
- 2002 : Les travaux et les jours
- 2004 : Carrosserie
- 2006 : La route d'après Philippe Minyana
- 2009 : 104 rue d’Aubervilliers[14]
- 2017 : Fais-moi plaisir !
- 2020 : Loin du Léman

## Publications
- 2000 : Pour une formation a la mise en scène manifeste, co-écrit avec Jean-Pierre Han, Entre-Vues
- 2004 : Le chalet, Leo Scheer[15]
- 2009 : L'Anti-musée, co-écrit avec Erich Fisbach[16], Debats Publics Editions
- 2007 : Ce sont des humains qu'il nous faut, Theatrales Eds
- 2007 : Lexique 104, co-écrit avec Erich Fisbach, Paris-Musees